# 落合陽一
落合 陽一（おちあい よういち、1987年〈昭和62年〉9月16日 - ）は、日本で活動する人物であり下記の肩書をもつ。
1. 研究者[3]
2. メディアアーティスト[4][5]
3. ピクシーダストテクノロジーズ株式会社代表取締役[6]
4. 筑波大学図書館情報メディア系准教授[7]・デジタルネイチャー開発研究センターセンター長[8]
5. デジタルハリウッド大学特任教授[9]
6. 京都市立芸術大学客員教授[10]
7. 金沢美術工芸大学客員教授[11]
8. 大阪芸術大学客員教授[12]
9. 関西大学客員教授[13]
10. 独立行政法人情報処理推進機構未踏スーパークリエータ
11. 情報処理推進機構IPA未踏IT人材発掘・育成事業プロジェクトマネージャー[14]
12. 一般社団法人未踏理事。
13. 内閣府ムーンショット型研究開発制度ビジョナリー会議構成員・ムーンショットアンバサダー[15]。
14. 独立行政法人科学技術振興機構CREST xDiversityプロジェクト研究代表者。
15. 2025年日本国際博覧会（大阪・関西万博）シグネチャー事業プロデューサー[16]。
16. 内閣官房全世代型社会保障会議[17]構成員・デジタル改革関連法案WG構成員。
17. 世界経済フォーラムヤンググローバルリーダーズ構成員[18]。
18. 令和2-3年度文化庁文化交流使[19]。
19. ワタナベエンターテインメント所属。[20][21][22][23]。

## 略歴
- 2007年 - 開成高等学校卒業
- 2011年 - 筑波大学情報学群情報メディア創成学類卒業[24]
- 2013年
  - 東京大学大学院学際情報学府学際情報学専攻修士課程修了
  - 日本学術振興会特別研究員（DC1）
- 2015年
  - 東京大学大学院学際情報学府学際情報学専攻博士課程修了
  - 筑波大学図書館情報メディア系助教デジタルネイチャー研究室主宰 (-2017)
  - VRコンソーシアム(現XRコンソーシアム)理事
  - Pixie Dust Technologies.inc CEO[25]
- 2017年
  - 筑波大学 図書館情報メディア系 准教授
  - 筑波大学 デジタルネイチャー推進戦略研究基盤 基盤長
  - 筑波大学 学長補佐 (-2019)
  - 大阪芸術大学客員教授
  - デジタルハリウッド大学客員教授
  - JST CREST「計算機によって多様性を実現する社会に向けた超AI基盤に基づく空間視聴触覚技術の社会実装」xDiversity(クロスダイバーシティ) 研究代表
  - 内閣府知的財産ビジョン専門委員
  - 東京未来ビジョン懇談会
  - ピクシーダストテクノロジーズ株式会社代表取締役
- 2018年 - 一般社団法人xDiversity理事
- 2019年
  - 内閣府パラダイムシフトと日本のシナリオ懇談会
  - 内閣府「ムーンショット型研究開発制度」ビジョナリー会議委員
  - 厚生労働省・経済産業省「未来イノベーションワーキング・グループ」委員
- 2020年
  - 筑波大学デジタルネイチャー開発研究センターセンター長
  - 「環境省コロナ後の日本の未来と希望を考える会～気候危機を乗り越え、新しい自然共生を目指す～（五箇勉強会）」メンバー
  - デジタル改革関連法案WG構成員

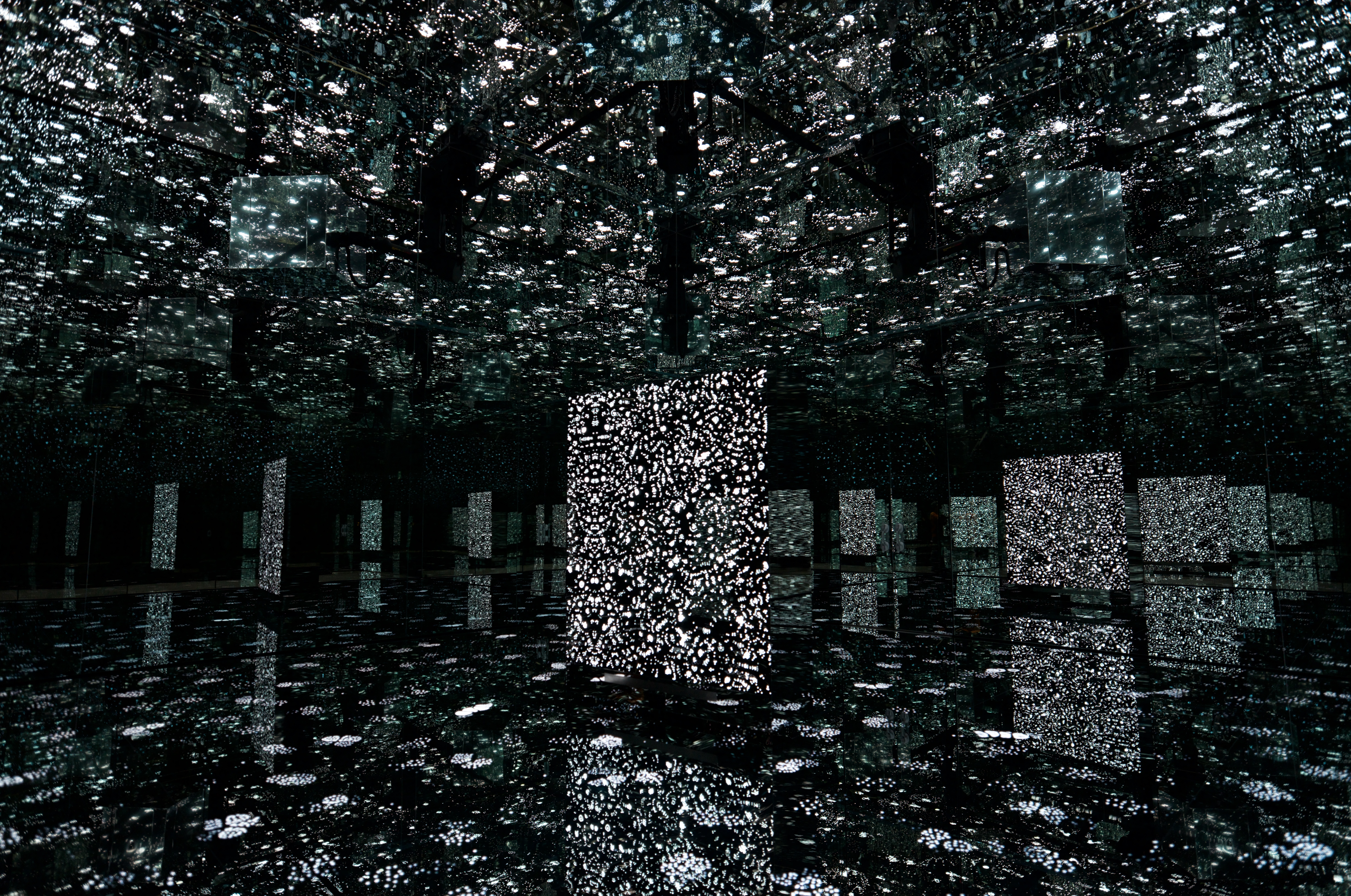
null²内部

  - 2025年日本国際博覧会（大阪・関西万博）テーマ事業プロデューサー
  - 文化庁令和2-3年度文化交流使[26]
  - 金沢美術工芸大学客員教授[27]
- 2021年
  - 京都市立芸術大学客員教授 [28]
  - HHKBエバンジェリスト[29]
  - 内閣官房情報通信技術(IT)総合戦略室「デジタルの日」検討委員会 構成員[30]
  - 内閣府「ムーンショット型研究開発制度」ムーンショットアンバサダー[31]
  - 内閣官房全世代型社会保障構築会議構成員[32]。
  - 経済産業省 産業構造審議会 経済産業政策新機軸部会 委員[33]
- 2022年
  - 世界経済フォーラムヤング・グローバル・リーダーズ　 2022 構成員[34]
  - デジタル庁「デジタルの日」検討委員会 構成員[35]
  - 文部科学省文化審議会第20期文化政策部会委員[36]
  - 情報処理推進機構IPA未踏IT人材発掘・育成事業プロジェクトマネージャー[37]
- 2023年
  - 令和5年度科学技術分野の文部科学大臣表彰 若手科学者賞[38]
  - 金沢美術工芸大学名誉客員教授[39]
  - 代表取締役CEOを勤めるピクシーダストテクノロジーズ株式会社がNASDAQに上場[40]
  - ピクシーダストテクノロジーズ株式会社代表取締役会長CEO（COO村上泰一郎が代表取締役社長）[41]
  - ユーキャン新語・流行語大賞 ・生成AI（2023年12月）[42]

- 2024年
  - 経済産業省 産業構造審議会 経済産業政策新機軸部会委員 [43]
  - 防衛省 防衛力の抜本的強化に関する有識者会議委員[44]
  - サイバー安全保障分野での対応能力の向上に向けた有識者会議委員[45]
  - 代表取締役会長CEOを勤めるピクシーダストテクノロジーズ株式会社が非公開化（上場廃止）[46]
  - 計算機自然神社を創建。計算機自然神社・禰宜。[47]

- 2025年
  - 令和7年度科学技術分野の文部科学大臣表彰 科学技術賞[48]

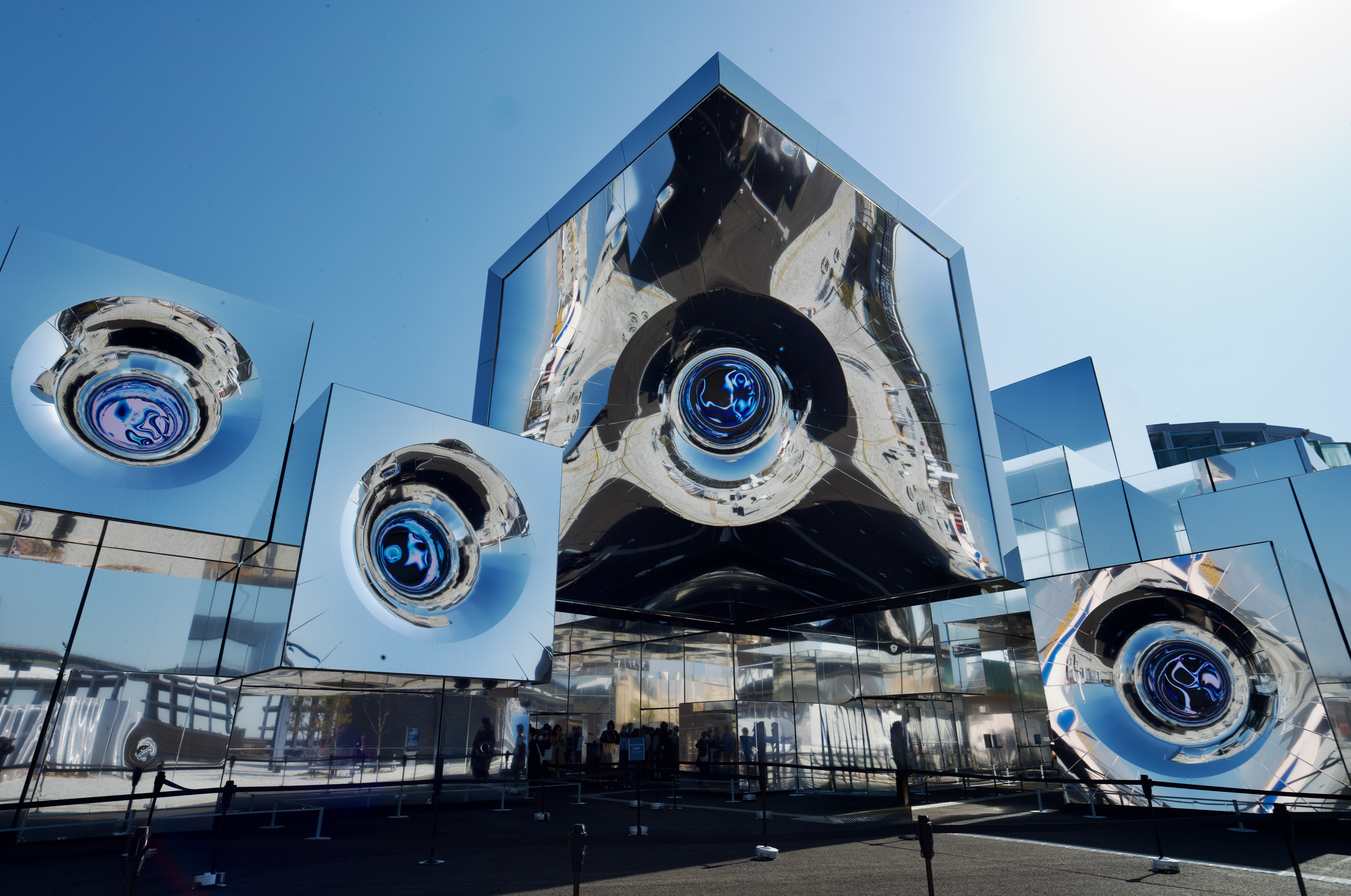
null²外観

  - null²外観null²内部2025年日本国際博覧会（大阪・関西万博）に落合陽一シグネチャーパビリオンnull²(ぬるぬる・null2)がオープン[49]
  - 関西大学客員教授[50]

## 主な活動

### メディアアーティストとして
2010年ごろからメディアアーティストとして活動。メディアアーティストとして年間数回の個展やグループ展、日本文化の国際発信を行っている。『物化する計算機 自然と対峙し、質量と映像の間にある憧憬や情念を反芻する』をアーティストステートメントとして、電子技術表現のみ捉われず、研究から社会実装に至るまで幅広く活動している。代表的な作品にはnull²や日本科学未来館の常設展示「計算機と自然、計算機の自然」
などがある。

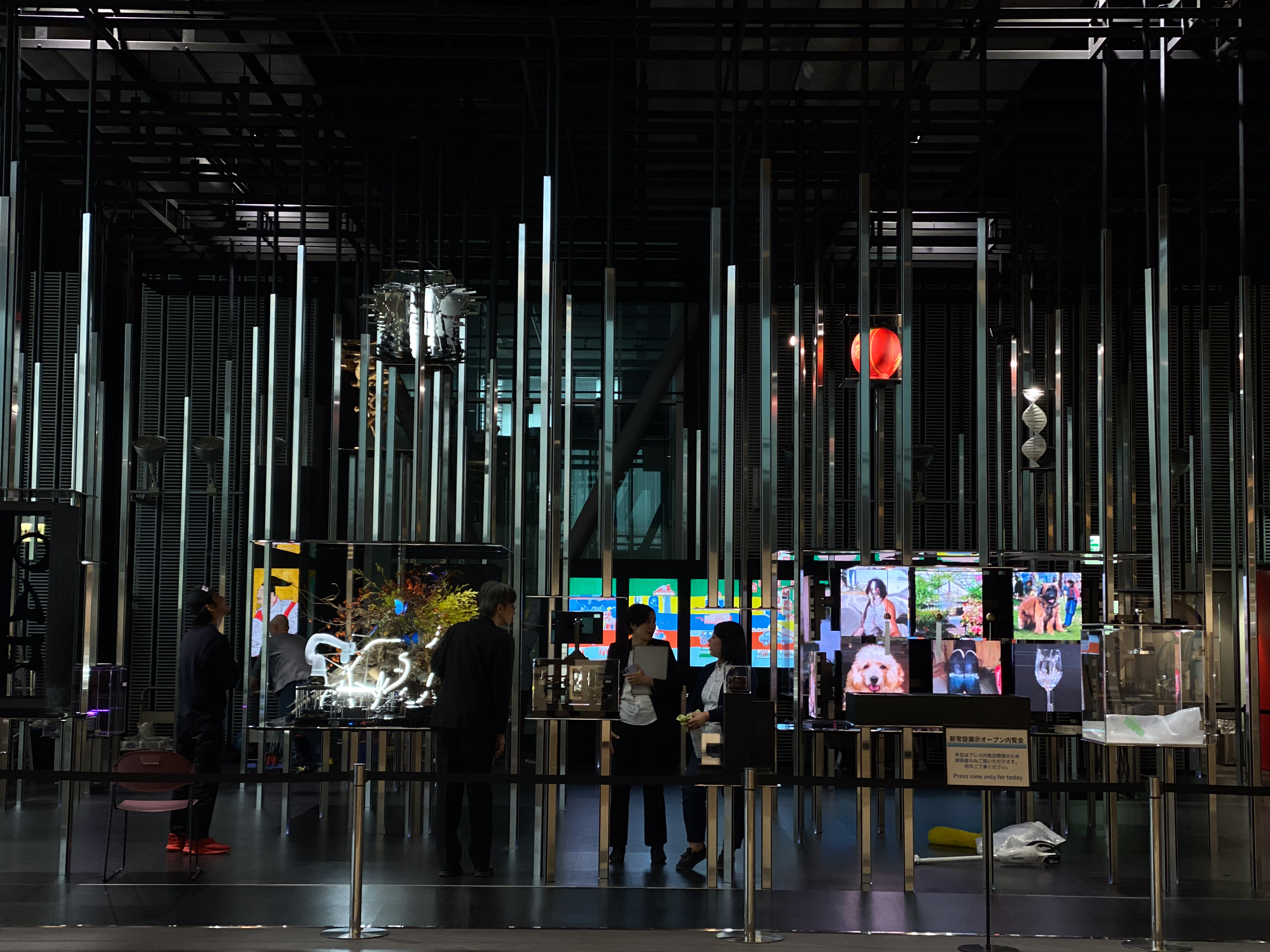
Naturally Digital and Digitally Natural

落合は『「自然」環境のなかから何かを持ってきて作品をつくるというヴァナキュラー的、民藝的、地産地消的なプロセスは、日本画にしても洋画にしても昔から変わっていません』と述べ、メディアアートを「計算機自然のヴァナキュラー的民藝」と捉えている。

### 研究者として
計算機自然というビジョンを持ち研究に従事、2015年より筑波大学で自身の『デジタルネイチャー研究室』を主宰するほか、2020年より『デジタルネイチャー開発研究センター』のセンター長を務める。 専門はメディア芸術のほか『ヒューマンコンピューターインタラクション』および『知能化技術』や『視聴触覚技術』を用いた応用領域。落合が言うところでは落合は学術的な研究活動とメディアアートによる表現の探求と様々な社会実装によって『計算機自然（デジタルネイチャー）』と呼ぶ新しい『自然ビジョン』を目指している。。
研究室での論文はヒューマンコンピュータインタラクション分野、バーチャルリアリティ分野、空中ディスプレイ分野や空間グラフィクス分野、人工知能と人間知能の恊働・共創に関する研究分野や、アクセシビリティ分野やダイバーシティ分野である。研究者として、World Technology Awardや欧州最大のVRの祭典Laval VirtualよりLaval Virtual Awardを4年連続5回受賞など。
教育においては筑波大学では学部・大学院の双方でメディア芸術やメディア技術、コンテンツ表現に関する講義を担当。筑波大の他にも、大阪芸術大学、金沢美術工芸大学、京都市立芸術大学、デジタルハリウッド大学で教鞭を執る。。

### デジタルネイチャー（計算機自然）
デジタルネイチャー（計算機自然）とは、コンピュータと非コンピュータリソースが親和することで再構築される新たな自然環境であり、「人・モノ・自然・計算機・データが接続され脱構造化された新しい自然」と落合陽一が提唱する新しい自然ビジョンである。　デジタルネイチャーの進化速度は日々高速化を続けており、デジタルによって変化し続ける新しい自然との関係性を常に更新し続けなければならない、と落合は述べている。　
落合がアートディレクションと展示監修を務めた日本科学未来館の常設展「計算機と自然、計算機の自然」には「私たちが作り出した計算機（コンピューター）はいまやこの世界に溢れ、それらがつくりだす世界の解像度や処理能力は、私たち人間がもつ知覚や知能の限界を超えつつあります。近い将来、元来の自然と計算機の世界がつくりだす自然の違いはますます薄れてゆき、その違いを意識すらしない、未来の私たちにとって「新しい自然」が現れるでしょう。計算機の中と外、それぞれの自然が一体化した大きな自然を想像しながら、そのとき、私たちの自然観や世界観がどのように変わり、どんな「問い」を見出すのか考えてみましょう」と記述されている。

### デジタルネイチャー開発研究センター
2020年6月1日付けで、筑波大学に「デジタルネイチャー開発研究センター」が設立された。計算機と自然の融合を目指す研究センターである。設立にまつわるリリースの中で、「本センターは、そのようなフィードバックループの中にある情報メディア装置と人の共創環境について研究し、一連の「デジタルネイチャー」に纏わる研究を推進することにより、社会実装に向けた要素技術等の研究を深化させ、文化・芸術・スポーツとの学際的コラボレーションを通じて、メディア装置等とそれを活用したサービスの開発研究を行って行きます」としている。

### クロスダイバーシティ
JST CREST「計算機によって多様性を実現する社会に向けた超AI基盤に基づく空間視聴触覚技術の社会実装」xDiversity（クロスダイバーシティ）研究代表、および一般社団法人xDiversityとして人間の身体能力の差異を包摂する多様性社会の実現に向けたプロジェクトに取り組む。車椅子の自動運転化やエンターテイメントのダイバーシティ対応（耳で聴かない音楽会）、義足での歩行プロジェクト（乙武義足プロジェクト）など、様々な身体多様性に対する機械学習技術の適応を目指している。

## エピソード
東京都出身。父は国際ジャーナリストの落合信彦。伯父は空手家の落合秀彦。従兄弟は医者のデレク・オチアイ。
港区立麻布小学校、港区立六本木中学校、開成高等学校卒業。2007年4月、筑波大学情報学群情報メディア創成学類入学。同大学の「MAST2010年2学期号」ではアーティストの平沢進にインタビューを行った。2011年3月、同学類卒業。2013年3月、東京大学大学院学際情報学府学際情報学専攻修士課程（総合分析情報学コース）修了。2015年4月、同専攻博士課程（総合分析情報学コース、指導教官：暦本純一）修了。学際情報学府初の短縮修了者。学位は博士（学際情報学）（東京大学・2015年）。学位論文は「Graphics by Computational Acoustic Fields―計算機音響場によるグラフィクス表現」。暦本純一研究室の先輩にH2L株式会社の玉城絵美と岩崎健一郎、醸燻酒類研究所の樋口啓太がいる。
Pixie Dust Technologies, Inc. およびジセカイ株式会社を創業。現在は、DMMオンラインサロンにて「落合陽一塾」でも情報を発信。公式YouTubeチャンネル 落合陽一録では動画での発信を行なっている。2021年1月6日に総理大臣の菅義偉と山本雄史産経新聞新プロジェクト本部次長と朝食を共にした。落合は2015年に設立した波動制御技術のスタートアップ企業、ピクシーダストテクノロジーズ（PxDT）の代表取締役会長CEO（最高経営責任者）を務めている。

## 受賞

### 個人
- スーパークリエータ/天才プログラマー認定（2010年7月・独立行政法人情報処理推進機構）
- ACM UIST Student Innovation Contest 2nd Prize（2010年10月・ACM UIST）
- 筑波大学学長賞（2011年3月・筑波大学）
- MMM審査員賞（2012年8月・MMM）
- マニフェスト大賞・審査員特別賞（2013年10月・マニフェスト大賞実行委員会）[97]
- Springer Diamond Award for best research（2013年11月・ACE)
- Laval Virtual Award
  - Grand Prix du Jury & (Interface & Multipurpose Equipment)（2014年4月・Laval Virtual）
  - Interface & Multipurpose Equipment
    - 2015年4月（Laval Virtual）
    - 2016年3月（Laval Virtual）
- World Technology Award（英語版）（2015年11月）
- 第１回World OMOSIROI Award（ナレッジキャピタル主催）
- WIRED CREATIVE HACK AWARD GRAND PRIX（2015年11月）
- Asia Digital Art Award 優秀賞（2015年12月）
- Prix Ars Electronica（英語版）
  - Honorary Mention（2016年5月）[98]
  - Starts Prize Honorary Mention（2016年6月）[99]
  - Starts Prize Nominated（2018年6月）
- St. Gallen Symposium（英語版）
  - Leaders of Tomorrow（2017年5月）
  - 40 Knowledge Pool（2017年5月）
- SXSW Creative Experience ARROW Awards. Best Immersive Experience（2019年3月）[100]
- MIT Technology Review Innovators Under 35 Japan（2021年1月）[101]
- PMI Future 50 （2021年6月）[102]
- Apollo Magazine  40 UNDER 40 ART AND TECH （2021年9月）[103]
- World Economic Forum Young Global Leaders　選出  （2022年4月）[34]
- 令和5年度科学技術分野の文部科学大臣表彰 若手科学者賞（2023年4月）[104]
- ユーキャン新語・流行語大賞 ・生成AI（2023年12月）[105]
- ASIAGRAPH 匠賞 （2024年11月）[106][107]
- 令和7年度科学技術分野の文部科学大臣表彰 科学技術賞（理解増進部門）（2025年4月）[108]

### 主催・団体・プロジェクト
- グッドデザイン賞
  - 2014年10月[109]
  - 2015年10月[110]
  - 2021年10月[111]
- 文化庁メディア芸術祭
  - 審査委員会推薦作品アート部門・エンターテイメント部門（2017年9月）[112]
  - 審査委員会推薦作品エンターテイメント部門（2020年9月）[112]
- Spikes Asia Bronze （2017年10月）[113]
- 第72回 広告電通賞 イノベーティブ・アプローチ最高賞・特別賞（2019年5月）[114]
- カンヌライオンズ ミュージック部門 ブロンズ / SDGs部門 ショートリスト（2019年6月）[115]
- デジタルコンテンツEXPO Innovative Technologies 2020 （2020年10月）[116]
- CES Innovation Award 2023 （2023年1月）[117]
- CES Innovation Award 2024 （2024年1月）[118]

## 作品
- 作品リスト（artfact）

### 個展
- Image and Matter（2016年12月 - 2017年1月 / マレーシア クアラルンプール）[119]
- Imago et Materia（2017年3月 - 2017年4月 / 東京・六本木）[120]
- ジャパニーズテクニウム展（2017年4月 - 2017年5月 / 東京・紀尾井町）[121]
- 落合陽一、山紫水明∽事事無碍∽計算機自然（2018年4月 - 2018年6月 / 東京・表参道）[122]
- 質量への憧憬 〜前計算機自然のパースペクティブ〜（2019年1月24日 - 2019年2月6日 / 東京・東品川）[123]
- 情念との反芻 - ひかりのこだま、イメージの霊感 - （2019年9月5日 - 2019年10月12日 / 東京・銀座ライカストア）[124]
- 燐光する霊性 ー布と風，残響する軀と機械ー （2019年10月5日(土) - 10月27日(日) / 東京・ザ ショップヨウジヤマモト）[125]
- 未知への追憶 ー イメージと物質 || 計算機と自然 || 質量への憧憬 ー（2020年7月23日(木) - 8月31日(日) / 東京・渋谷モディ）[126]
- 物化: Transformation of Material Things（2021年2月5日 - 2021年02月28日 / 香港・Experimental Gallery, Hong Kong Arts Centre） [127]
- 環世界の遠近法　—時間と空間、計算機自然と芸術— （2021年4月28日 - 2021年5月30日 /北九州・いのちの旅博物館） [128]
- 落合陽一 物化するいのちの森 – 計算機と自然 – 醍醐寺Exhibition （2021年11月21日 - 12月5日/京都・醍醐寺)[129]
- 日下部民藝館開館55周年特別企画 落合陽一展『メディアと民藝―ポストコロナで見えた結節点』キックオフイベント （2021年12月12日 / 岐阜・日下部民藝館） [130]
- Re-Digitalization of Waves（2022年1月28日-2022年2月13日 / 大阪・大阪関西国際芸術祭)[131]
- 日下部民藝館開館55周年特別企画　落合陽一 『遍在する身体　交錯する時空間』（2022年4月9日-2022年5月22日 / 岐阜・日下部民藝館)[132]
- 「裸性と身体性」（2022年4月16日 - 2022年5月1日 / 東京・北村写真機店)[133]
- 「ﾇﾙ即是色色即是ﾇﾙ」（2022年9月28日 - 10月11日 / 東京・阪急メンズ館)[134]
- 落合陽一 写真展「晴れときどきライカ ── 逆逆たかり行動とダダイズム」（2023年9月1日 - 10月29日 / 東京・ライカギャラリー東京) [135]
- 落合陽一 写真展 「晴れときどきライカ ── 質量への憧憬、ラーメンは風のように」（2023年9月2日 - 10月29日 / 京都・ライカギャラリー京都)[136]
- PhantomResonance:「百鬼夜行と計算機自然」（2023年9月3日 - 10月15日 / 京都・醍醐寺)[137]
- 落合陽一 『ﾇﾙ即是計算機自然:符号化された永遠, オブジェクト指向本願』　（2023年9月17日 - 11月5日 / 岐阜・日下部民藝館)[138]
- 落合陽一 『ﾇﾙの共鳴：計算機自然における空性の相互接続』　(2023年10月22日 - 12月20日 /山梨・清春芸術村)[139]
- 落合陽一展「万象是乱数トﾇﾙ: 如渡得舟、如ﾇﾙ即是色、如炬除暗、計算機自然亦復如是」（2023年11月29日 - 2024年1月14日 / 東京・オン・サンデーズ & ライトシード・ギャラリー) [140]
- 落合陽一「ﾇﾙ庵：騒即是寂∽寂即是騒」（2024年1月13日 - 3月17日 / 東京・麻布台ヒルズ・Gallery Restaurant 舞台裏)[141]
- 落合陽一「幽体共鳴する空性の桜 - Phantom Resonance of nulled cherry blossoms -」(2024年2月27日 - 3月24日 / 東京・Shibuya Sakura Stage 3Fイベントスペース BLOOM GATE ZONE A/B)[142]
- 滑らかなオントロジーと共鳴するオブジェクト：物化する計算機自然・微分可能存在論における密教世界 (2024年7月24日 - 8月22日 / 大阪・中之島美術館)[143]
- 落合陽一個展「昼夜の相代も神仏：鮨ﾇﾙ∴鰻ﾄﾞﾗｺﾞﾝ」（2024年9月7日 - 10月27日 / 東京・BAG-Brillia Art Gallery-)[144]
- 日下部民藝館特別展　「落合陽一　どちらにしようかな、ヌルの神様の言うとおり：円環・曼荼羅・三巴」（2024年9月14日 - 11月4日 / 岐阜・日下部民藝館)[145]
- 落合陽一特別展「手・ヌル・GUI」(2024年9月21日 - 11月21日 / 京都・細辻伊兵衛美術館)[146]
- 浮遊する追憶：重力の反転する音と機械 (2024年10月12日 - 11月8日 / 北海道・BiVi新さっぽろ)[147]
- 日下部民藝館令和7年度特別展　落合陽一 個展 総集編「ヌルのテトラレンマ　記号に帰納する人間の物語」(2025年6月28日-9月15日/ 岐阜・日下部民藝館)[148]

### 監修
- SXSW
  - 『New Japan Islands 2019』エグゼクティブディレクター[149]
  - 『New Japan Islands 2020』エグゼクティブディレクター[150]
- 『計算機と自然、計算機の自然』総合監修/アートディレクション（日本科学未来館、2019年）[151]
- 『日中韓芸術祭』総合演出（文化庁、2021年）[152]
- JFA サッカー文化創造拠点「blue-ing!」総合監修/アートディレクション/展示制作（JFA、2023年）[153]

### 企画
- SIGGRAPH Art Gallery 2014 (2014年7月 / カナダ・バンクーバー) [154]
- Ars Electronica Festival 2015 (2015年9月 / オーストリア・リンツ)
  - ~ 2016 (2016年9月 / オーストリア・リンツ) [155]
  - ~ 2017 (2017年9月 / オーストリア・リンツ) [156]
  - ~ 2018 (2018年9月 / オーストリア・リンツ) [157]
  - ~ 2019 (2019年9月 / オーストリア・リンツ) [158]
  - ~ 2020 (2020年9月 / オンライン) [159]
  - ~ 2021 (2021年9月) [160]
- KENPOKU ART 2016 茨城県北芸術祭 (2016年9月17日－11月20日 / 茨城県・日本) [161]
- Media Ambition Tokyo 2017 (2017年2月11日 - 3月12日) [162]
  - ~ 2018 (2018年2月9日 - 2月25日) [163]
  - ~ 2019 (2019年2月23日 - 3月3日) [164]
  - ~ 2020 (2020年2月28日 - 3月8日) [56]
  - ~ 2021 (2021年4月27日 - 5月23日) [165]
- AI More Than Human (2019年5月 / イギリス・バービカン センター) [166]
- おさなごころを、きみに (2020年7月18日（土）－ 9月27日（日） / 東京都現代美術館・日本) [167]
- 素材―その形と心 The Material -Its Form and Spirit (2020年11月 / gallery de kasuga) [168]
- 北九州未来創造芸術祭 ART for SDGｓ (2021年4月29日 - 5月9日)[169]
- ゆらぐ be with light(2022年5月14日 - 6月22日/kōjin kyoto)[170]
- 「nullの木漏れ日」（Sunbeam of null in forest）(2022年6月9日 - 7月8日/大手町の森)[171]
- 落合陽一 + 若佐慎一 「ぐわぐわぬるぬる: 森からいづる不可視な境界線を廻って」 (2022年9月1日 - 2022年9月25日 / 東京・Commons Tokyo) [172]
- Fuji Textile Week 2022（2022年11月23日 - 12月11日 /山梨・富士吉田市）Silk in the Motion という作品を出展。[173]
- Study：大阪関西国際芸術祭 2023 (2023年1月28日 - 2023年2月13日 / 大阪) [174]
- 「elective affinities」展 Part I (2023年1月28日 - 2023年3月5日 / 東京・アニエスベー ギャラリー ブティック) [175]
- Utsutsu - A Liminalism Of Japanese Contemporary Art (2023年2月24日 - 2023年4月30日 / アメリカ・Pellas Gallery) [176]
- 幽体の共鳴 ーファントムレゾナンスー (2023年11月3日・4日 / 大阪・東大阪市花園中央公園美術センター1F) [177]
- MOTアニュアル2023　シナジー、創造と生成のあいだ (2023年12月2日－2024年3月3日 / 東京都現代美術館・日本)[178]
- 秋葉原UDX winter illumination 2023 Reflector∞:Resonance of Electrical Echoes (2023年11月15日 - 12月25日/ 東京・秋葉原UDX) [179]
- Craft x Tech Tohoku Project 2024 Exhibition (2024年5月24日 - 26日 / 東京・kudan house)[180]
- 海とつながる。アートをめぐる。― Harmony with Nature ― (2024年8月2日 - 18日 / 東京・葛西臨海公園)[181]
- つぶグミュージアム (2024年8月30日 - 9月8日 / 東京・キャピタル原宿)[182]
- つぶグミュージアムPREMIUM (2024年11月8日 - 12月8日 / 愛知・THE TOWER HOTEL NAGOYA 4F Gallery)[183]

### 演出
- Dom Pérignon P2 シークレットレセプションパーティ（2015年7月28日）[184]
- SEKAI NO OWARI at TIMM@ZeppDiverCity東京 （2015年10月20日 / 東京・ZeppDiverCity東京）エントランス演出[185]
- カナヘイのゆるっとタウン ～小動物のいる街に みんなを魔法でご招待～ （2016年12月22日～2017年1月9日 / 池袋・サンシャインシティ）[186][187]
- Sword Art Online × Wizard Yoichi Ochiai Augmented Reality Live（2017年2月15日 / 東京・DMM VR Theater）出演・トークショー演出[188][189]
- 耳で聴かない音楽会 落合陽一×日本フィルプロジェクト VOL.1（2018年4月22日 / 東京・東京国際フォーラム）
- 変態する音楽会 落合陽一×日本フィルプロジェクト VOL.2 （2018年8月27日 / 東京・東京オペラシティコンサートホール）
- 光のタイムマシン（2018年10月20日 / 東京・表参道）鈴木えみとのコラボレーション[190]
- 第一夜 耳で聴かない音楽会2019 落合陽一×日本フィルプロジェクト VOL.3 （2019年8月20日 / 東京・東京オペラシティコンサートホール）
- 第二夜 交錯する音楽会2019 落合陽一×日本フィルプロジェクト VOL.3 （2019年8月27日 / 東京・東京芸術劇場）[191]
- ＿＿する音楽会（双生する音楽会） 落合陽一×日本フィルプロジェクト VOL.4 （2020年10月13日 / 東京・東京芸術劇場）[192]
- True Colors FASHION 身体の多様性を未来に放つ ダイバーシティ・ファッションショー （2021年05月30日 / オンライン）[193]
- 醸化する音楽会 落合陽一×日本フィルプロジェクト VOL.5 （2021年08月11日 / 東京・サントリーホール）[194]
- 遍在する音楽会 落合陽一×日本フィルプロジェクト VOL.6 （2022年08月25日 / 東京・サントリーホール）[195]
- 帰納する音楽会 落合陽一×日本フィルプロジェクト VOL.7 （2023年08月23日 / 東京・オペラシティ）[196]
- 変幻する音楽会 落合陽一×日本フィルプロジェクト VOL.8 （2024年08月20日 / 東京・サントリーホール）[197]
- null²する音楽会 落合陽一×日本フィルプロジェクト VOL.9 （2025年8月21日 / 東京・サントリーホール ・2025年8月30日  / 大阪・関西万博EXPOホール「シャインハット」）[198]

### パフォーマンスアート
- Human Code Ensemble （2022年11月3日4日 / 神奈川・県立音楽堂）[199]
- 音と光を生ける （2022年11月5日 / 大阪・花園ラグビー場）[200]
- 酒呑童子onBeat （2022年11月18日 / 新潟・佐渡島）[201]
- ピアノフェス 落合陽一×小川加恵 計算機と古楽器で奏でる音楽会 ～未知への追憶～（2023年5月21日 / 岐阜・サラマンカホール）[202]
- デジタル，古楽器、千利休。 ～計算機と古楽器で奏でる新しい音楽会～（2024年3月30日(土) / 大阪・フェニーチェ堺 小ホール）[203]

### メディアアート
- The Colloidal Display (2012年・ACM SIGGRAPH / 2016年・KENPOKU ART 2016 茨城県北芸術祭)[204][205] - 質感表現のための薄膜ディスプレイ。Colloidal Display

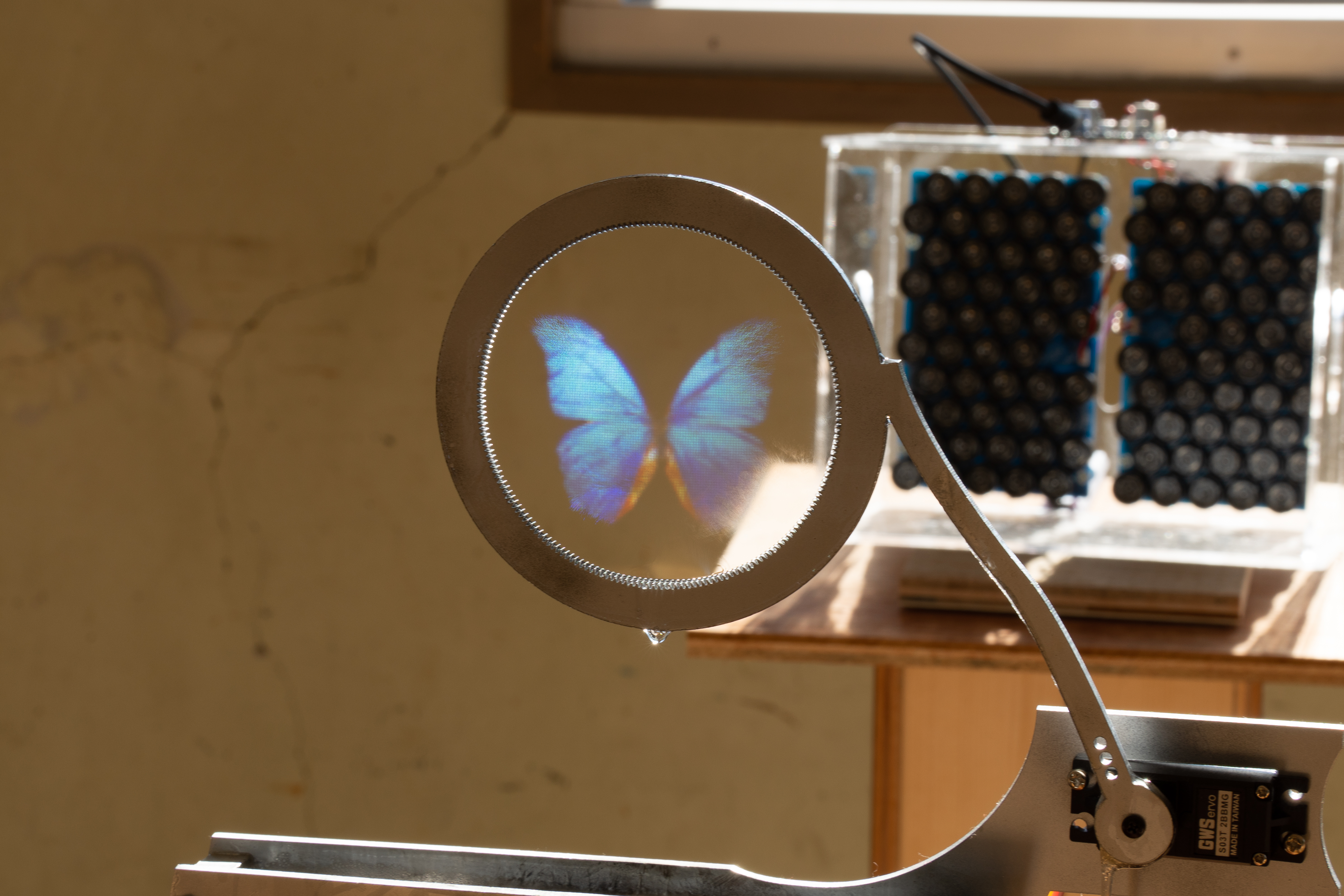
Colloidal Display

- ピクシーダスト (2014年)[206] - 超音波によるフィールドで空中に絵を描く研究。
- Fairy Lights in Femtoseconds (2015年) - 空中に触れる光をレンダリングする研究。
- Holographic Whisper (2016年) - 空中に超音波集束による点音源を作る研究。
- 幽体の囁き (2016年・KENPOKU ART 2016 茨城県北芸術祭)[205] - 廃校の校庭に空間音響技術を用いて人の気配感を作り出す作品。
- ゾートログラフ (2016年) - ゾートロープとキネマトグラフを融合した作品。カナヘイとのコラボレーションも行った。
- Levitrope (2016年) - 空中に浮いた金属球によるインスタレーション作品。
- Wearable One OK Rock (2017年) - 着る音楽というコンセプトで作られた衣服。ONE OK ROCKとのコラボレーション。
- Morpho Scenery (2018年) - 風景を物質的に変換する波面をとして薄型のフレネルレンズを高層ビルの窓辺に吊し駆動した作品。
- Silver Floats (2018年) - 波源の形をした鏡のオブジェが浮揚・回転し周りの風景を歪めて映すインスタレーション作品。TDKとのコラボレーション。）[207]Borrowed Scenery and Materialized Waves 2017Borrowed Scenery and Materialized Waves

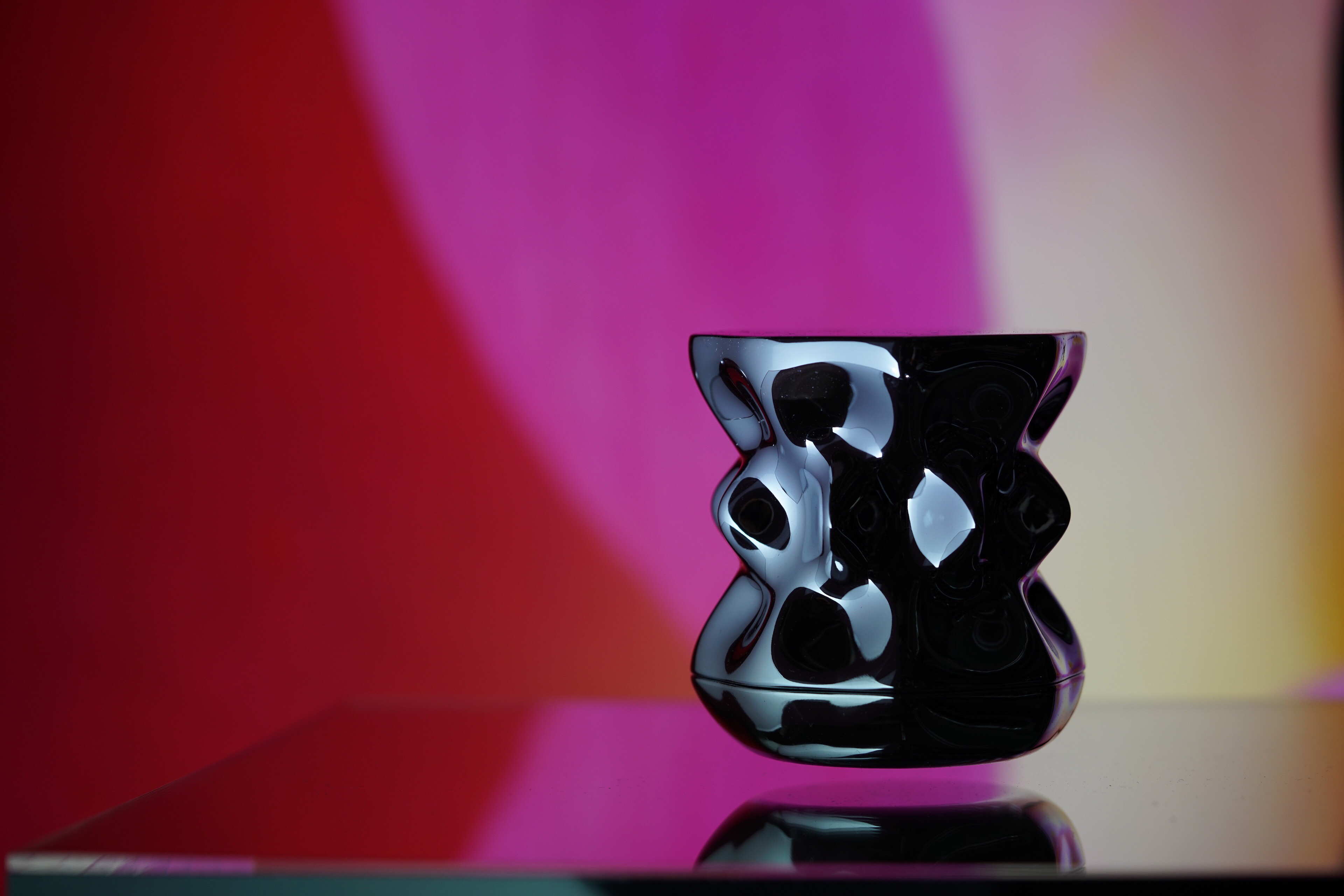
Borrowed Scenery and Materialized Waves 2017

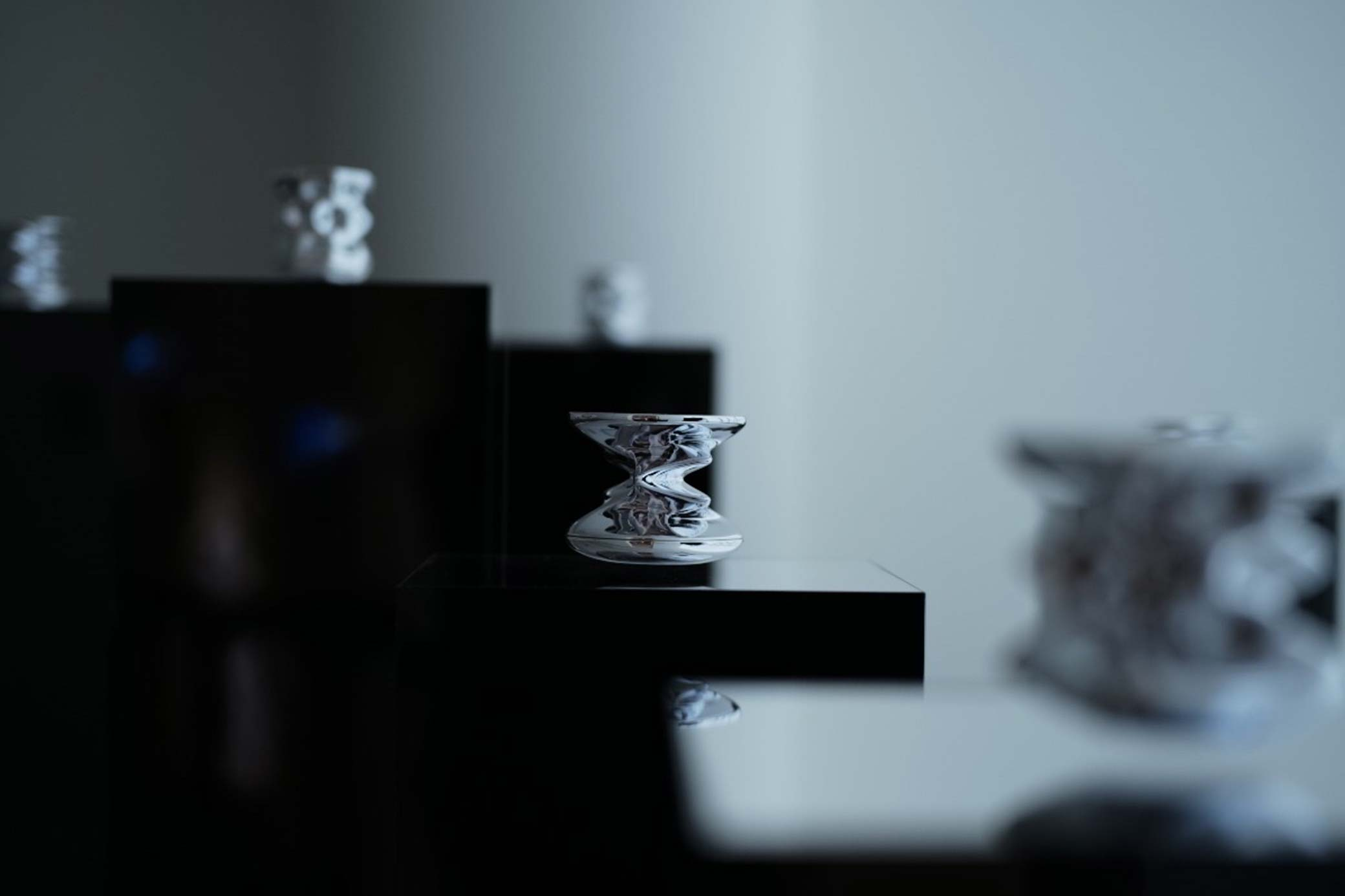
Borrowed Scenery and Materialized Waves

- 光を纏う枯れ木 (2019年) - 流木とLEDを用いた立体インスタレーションおよびそれをモチーフにしたプラチナプリントやソルトプリントの平面作品。[208]
- 計算機と自然 (2019年) - 日本科学未来館での常設展に設置されたインスタレーション作品。華道家辻雄貴とのコラボレーション。）[209]
- モニュメントゼロ (2020年) - プラチナプリントで刷られた蝶による彫刻[210]
- 物化する地平線 (2021年) - 高層ビルから見える地平線を大型の透明ディスプレイで上書きするインスタレーション[211]
- 環世界の遠近法 (2021年) -ポジフィルムにレーザーを用いた小さな点光源から直接光をあてて拡大投影するインスタレーション[128]
- 醸化するモノリス (2021年) -縦6mの屋外高輝度LEDを用いたインスタレーション[212]
- 可塑庵 (2021年) -　ガンプラのランナーを用いた茶室[213]
- Re-Digitalization of Waves (2021年-2022年) -　空中に浮いた銀彫刻をオールドレンズで撮影しアナログの変換を加え続けデジタルとフィジカルの輪廻転生を表現したNFT 作品及び映像インスタレーション　[214] [215]
- Re-Materialization of Waves (2022年) -　上記NFT作品を立体印刷技術にて再び物質化した作品　[215]
- オブジェクト指向菩薩（2023年）- ヌル即是計算機自然：符号化された永遠, オブジェクト指向本願にて開闢された仏像[216]
- null 1.6180025 (2023年) - 清春芸術村 安藤忠雄/光の美術館『落合陽一展「ﾇﾙの共鳴：計算機自然における空性の相互接続」』にて発表された変形ミラー作品。物理的に伸び縮みするミラー膜をもつ。[217]
- Reflector∞:Resonance of Electrical Echoes（2023年）- 上下がLED、４面がハーフミラーで構築されたインフィニティミラー構造を持つ作品。[218]
- 流転する森羅万象：堂島における計算機自然の旅路 / Liquid Universe: A Journey through Dojima's Digital Nature（2024年）- デジタルネイチャー思想を体現した、堂島の地に根ざすインスタレーション作品。堂島川と曽根崎川の流れをモチーフに、生命の動的な変容を生成AIを用いて描き出す。[219]
- null²（2025年）- デジタルネイチャー思想を体現した、大阪関西万博のシグネチャーパビリオン。変形する彫刻としての外観とデジタルと物理の間を繋ぐ無限反射の内観を持つ。[220]null-an

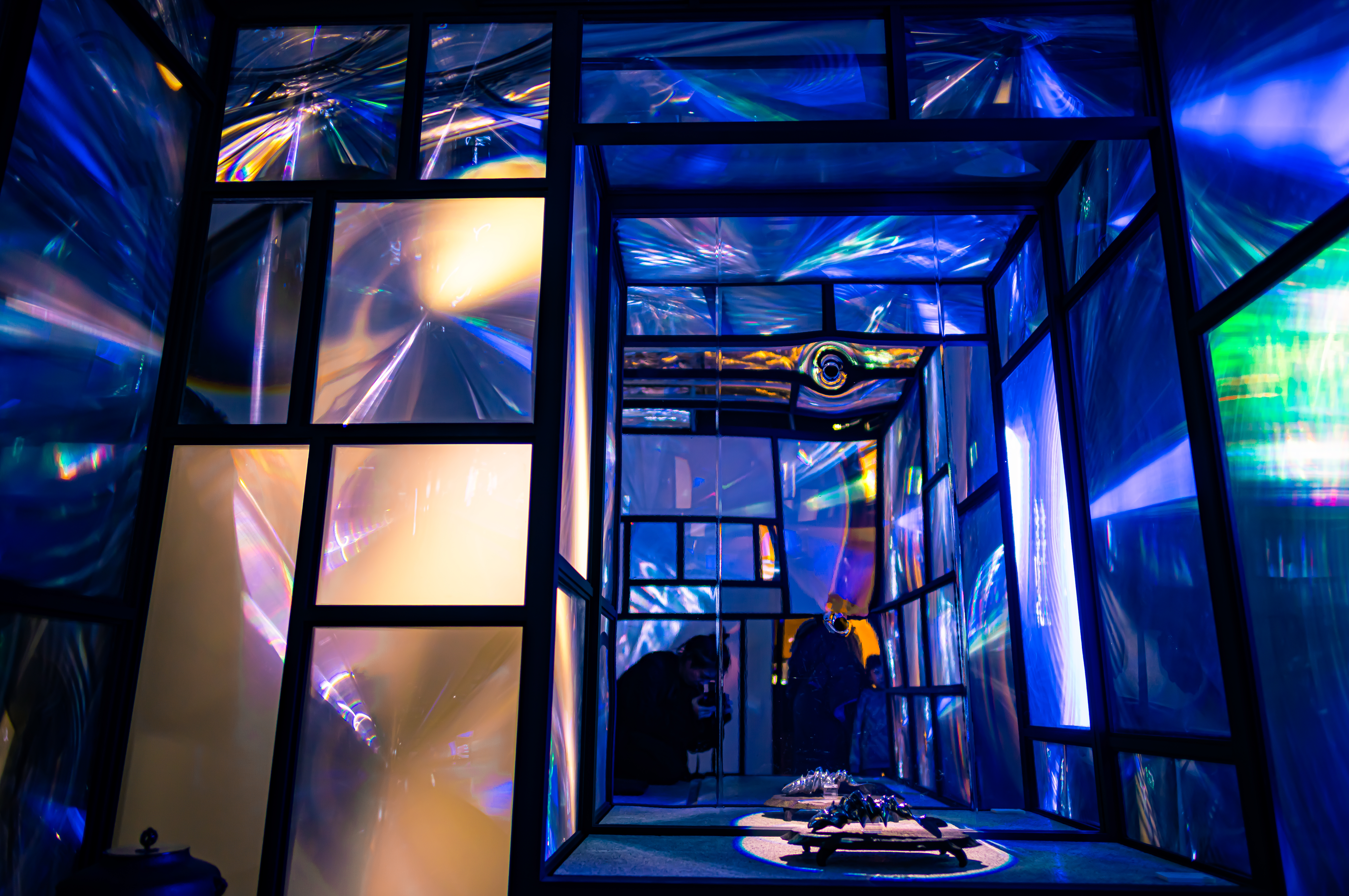
null-an

## 著書

### 論文
- Google Scholar 落合陽一
- CiNii>落合陽一

### 単著
- 『魔法の世紀』（PLANETS、2015年）
- 『これからの世界をつくる仲間たちへ』（小学館、2016年）
- 『超AI時代の生存戦略 - シンギュラリティ<2040年代>に備える34のリスト』（大和書房、2017年）
- 『日本再興戦略』（幻冬舎、2018年）
- 『デジタルネイチャー: 生態系を為す汎神化した計算機による侘と寂』（PLANETS、2018年）
- 『0才から100才まで学び続けなくてはならない時代を生きる 学ぶ人と育てる人のための教科書』（小学館、2018年）
- 『日本進化論』（SBクリエイティブ、2019年）
- 『2030年の世界地図帳 あたらしい経済とSDGs、未来への展望』（SBクリエイティブ、2019年）
- 『質量への憧憬（写真集）』（アマナ、2019年）[221]
- 『働き方5.0: これからの世界をつくる仲間たちへ』（小学館新書、2020年）
- 『半歩先を読む思考法』（新潮社、2021年）[222]
- 『落合陽一　34歳、「老い」と向き合う　―超高齢社会における新しい成長』（中央法規出版、2021年）[223]
- 『ズームバック×オチアイ　過去を「巨視」して未来を考える』（NHK出版 、2022年）[224]
- 『忘れる読書』（PHP新書 、2022年）
- 『晴れときどきライカ』（文藝春秋 、2023年）
- 『落合陽一責任編集 生成ＡＩが変える未来 ー加速するデジタルネイチャー革命ー』 (扶桑社ムック、2024年)
- 『猫でもわかる生成AI　～落合陽一に100のプロンプトを入力してみた～』（扶桑社、2025年）
- 『波と景』（角川書店、2025年）
- 『マタギドライヴ：計算機自然の辺縁における脱人間知性的文明論』（PLANETS、2025年）

### 共著
- 『静かなる革命へのブループリント - この国の未来をつくる7つの対話』（共著：猪子寿之）（河出書房新社、2014年）
- 『10年後の仕事図鑑』（共著：堀江貴文）（SBクリエイティブ、2018年）
- 『脱近代宣言』（共著：清水高志、上妻世海）（水声社、2018年）
- 『ニッポン2021-2050』（共著：猪瀬直樹）（KADOKAWA、2018年）
- 『予言された世界』（共著：落合信彦）（小学館 、2022年）
- 『xDiversityという可能性の挑戦』（共著：菅野 裕介、遠藤謙、本多達也、設楽明寿、島影圭佑）（講談社 、2023年）
- 『ChatGPTは神か悪魔か』（共著：山口 周 、野口 悠紀雄、井上 智洋、深津 貴之、和田 秀樹、池田 清彦） (宝島社新書、2023)
- 『2035年の人間の条件』（共著：暦本純一） (マガジンハウス新書、2024)
- 『「好き」を一生の「強み」に変える育て方』（共著：落合ひろみ） (サンマーク出版、2025)

### 連載
- 『風景論』(写真＋エッセイ)（文學界、2019年-）[225]
- 『落合陽一の見ている風景と考えていること』（noteマガジン、2019年-）[226]
- 『魔法使いの未来学』（週刊プレイボーイ、2016年-）[227]
- 『稽古録』（淡交、2021年-）[228]
- 『落合陽一の#ミライ育児』（たまごクラブ、2018年-）[229][230]

## 出演

### ラジオ
- FUTURES RADIO PIXIE DUST（2017年 - 2024年9月30日、JFN) - 毎週月曜日[231][232]
- TOKYO SPEAKEASY（2023年4月 - 2024年3月27日、TOKYO FM）日替わりレギュラー

### テレビ
- news zero（2018年10月2日 - 2024年3月27日、日本テレビ）
  - 火曜パートナー
- サンデージャポン（不定期、TBS系列）
- 報道プライムサンデー （不定期、フジテレビ）
- 朝まで生テレビ!（不定期、テレビ朝日）
- ソーシャルシティ（’１７）　第13回「実空間マーケティングの未来」（不定期、放送大学）
- WEEKLY OCHIAI（2017年7月5日 -、NewsPicks）
- ズームバック・オチアイ（不定期、NHK）[233]
- ダーウィンの海（不定期、NHK）[234]
- 発見!オチアイ旅 日本テレビ
- SENSORS（2014年10月5日 - 2018年4月1日、日本テレビ）
- 有吉反省会（2016年7月23日、日本テレビ）[235]
- 情熱大陸（2017年11月19日、毎日放送）
- 夢の鍵 #86 『現代の魔法使い』の新たな挑戦 (2018年6月9日、TBS) [236]
- インベスターZ（2018年8月11日、テレビ東京）
- SWITCHインタビュー達人達 ‐嵐、二宮和也と対談（2018年9月1日、NHK）
- BS1スペシャル「1964 TOKYO 知られざるオリンピック」、パーソナリティを務める。（2019年3月30日、NHK）[237]
- Q～未来のための対話　教えて！養老先生×落合先生（2021年8月23日(月)NHKEテレ・東京　 ）[238]
- 落合陽一と考える　コロナシフトで変わる日本のものづくり（2022年1月10日(月) NHK 総合)[239]
- NHKプロフェッショナル仕事の流儀「壁が、壁でなくなるように 〜研究者 落合陽一〜」（2023年12月19日(火) NHK 総合)[240]
- NHKアカデミア　落合陽一（前編）“現代の魔法使い”が描く人間の未来（2025年7月9日(水) NHK Eテレ)[241]

### 雑誌
- Leonardo Vol.47.4
- Axis Vol.180 2016年4月号
- Nature Index 2017 Japan
- NewsPicksマガジン 2018年 08 月号
- NewsPicks Magazine vol.3 winter 2019
- AERA 2018年11月12日号
- ビッグコミック 2019年8月号
- GOETHE 2020年3月号
- ライカスタイルマガジン vol.34[242]
- ONBEAT vol.12 [243]